# نورداستار
نورداستار (به انگلیسی: NordStar) یک شرکت هواپیمایی با کد یاتا Y7 است که در تاریخ ۲۰۰۹ میلادی تأسیس شده است. دفتر مرکزی نورداستار در نوریلسک، روسیه واقع شده‌است و قطب این شرکت هواپیمایی در فرودگاه الیکل، فرودگاه یملیانو قرار دارد و به ۴۵ مقصد، پرواز مستقیم انجام می‌دهد.